# 长川回族乡
长川回族乡是中华人民共和国甘肃省甘南藏族自治州临潭县下辖的一个民族乡。

## 行政区划
长川回族乡下辖以下村级行政区划单位：
阳升村、敏家嘴村、千家寨村、沙巴村、冯旗村、长川村、塔那村、汪槐村、马牌村和木地坡村。